# Polerady nad Labem
Polerady nad Labem – przystanek kolejowy w miejscowości Polerady, w kraju środkowoczeskim, w Czechach. Znajduje się na wysokości 185 m n.p.m..
Jest zarządzany przez Správę železnic. Na przystanku nie ma możliwości zakupu biletów, a obsługa podróżnych odbywa się w pociągu. 

## Linie kolejowe
- 074 Čelákovice - Neratovice